# Lookin' to Get Out
Lookin' to Get Out  es una película de 1982 dirigida por Hal Ashby y escrita por Al Schwartz y Jon Voight, que también protagoniza. Hija de Voight, Angelina Jolie, seis años de edad, aparece brevemente como la hija del personaje Voight, cerca del final de la película. La película también está protagonizada por Ann-Margret y Burt Young.

## Sinopsis
Dos apostadores, Alex (Jon Voight) y Jerry (Burt Young), escapan de Nueva York y de la mafia después de que uno de ellos perdiera mucho dinero apostando.
Y hacen lo que todos los apostadores en problemas hacen para cambiar su suerte: corren a la capital del juego, Las Vegas.
Con un poco de suerte, consiguen ganar al black jack, y reciben una habitación de cortesía y dinero extra para jugar en el casino.
Ann-Margret interpreta a la exnovia de Alex, ahora casada con el gerente del hotel, cuya hija de siete años Tosh, es nada menos que una pequeña Angelina Jolie, en su primera aparición cinematográfica.

## Trivia
La película supuso el debut de Angelina Jolie en la pantalla. No aparecería en otra película hasta 1993 con Cyborg 2.

## Reparto
- Jon Voight es Alex Kovac.
- Ann-Margret es Patti Warner.
- Burt Young es Jerry Feldman.
- Bert Remsen es Smitty.
- Richard Bradford es Bernie Gold.
- Samantha Harper es Lillian, la exesposa de Jerry.
- Marcheline Bertrand es la chica en el jeep.
- Clyde Kusatsu es Parking Attendant - Gets the China Speech.
- Larry Flash Jenkins es Parking Attendant - Brings Up the Car.
- Angelina Jolie es Tosh, la hija de Patti.